# Dół równoległoboczny

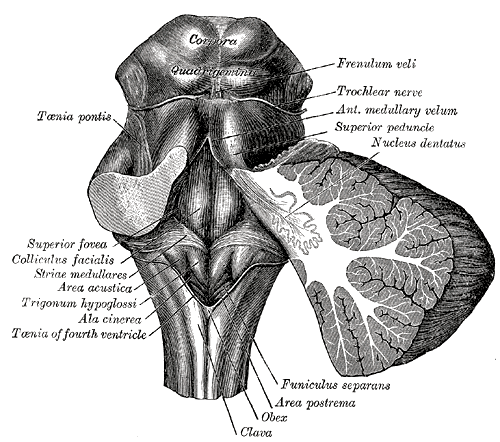
Dół równoległoboczny, powyżej niego blaszka pokrywy.

Dół równoległoboczny (łac. fossa rhomboidea) – w anatomii człowieka wgłębienie pomiędzy konarami móżdżku stanowiące dno (powierzchnię przednią) komory IV. 
Dół równoległoboczny podzielony jest pionowo przez bruzdę pośrodkową (sulcus medianus) na dwie symetryczne połowy, natomiast poziomo przez prążki rdzenne komory IV (striae medullares ventriculi IV) na dwie trójkątne powierzchnie: górną (większą) i dolną (mniejszą).
Część górna tworzy powierzchnię grzbietową mostu, jej brzegami są kierujące się zbieżnie ku górze konary górne móżdżku. Bocznie od bruzdy pośrodkowej znajduje się wyniosłość przyśrodkowa (eminentia medialis) utworzona przez jądra nerwów czaszkowych i ograniczona bocznie bruzdą graniczną (sulcus limitans fossae rhomboideae). Poniżej od wyniosłości przyśrodkowej można wyróżnić wzgórek nerwu twarzowego (colliculus facialis), utworzony przez biegnące w moście wiązki włókien nerwu twarzowego, owijające się dookoła leżącego głębiej jądra nerwu odwodzącego. Bocznie od wzgórka nerwu twarzowego znajduje się dołek górny (fovea superior), a w jego pobliżu miejsce sinawe.
Część dolna, znajdująca się poniżej prążków rdzennych komory IV, stanowi górno-przyśrodkową część powierzchni grzbietowej rdzenia przedłużonego, a jej brzegami są konary dolne móżdżku. W części dolnej, bocznie od bruzdy pośrodkowej, znajduje się trójkąt nerwu podjęzykowego, inaczej nazywany trójkątem podjęzykowym (trigonum nervi hypoglossi, trigonum hypoglossale), zawierający jądro nerwu podjęzykowego. Bocznie i ku dołowi od niego znajduje się wąskie pole – trójkąt nerwu błędnego (trigonum nervi vagi), zawierające jądra nerwu błędnego i nerwu językowo-gardłowego. Z kolei bocznie i ku dołowi od trójkąta nerwu błędnego znajduje się obustronnie pole najdalsze, pośrodku połączone zasuwką.